# DR-Baureihe 03.10
Die Lokomotiven der Baureihe 03.10 waren Einheits-Schnellzuglokomotiven der Deutschen Reichsbahn, die von 1939 bis 1941 gebaut wurden.

## Entstehungsgeschichte

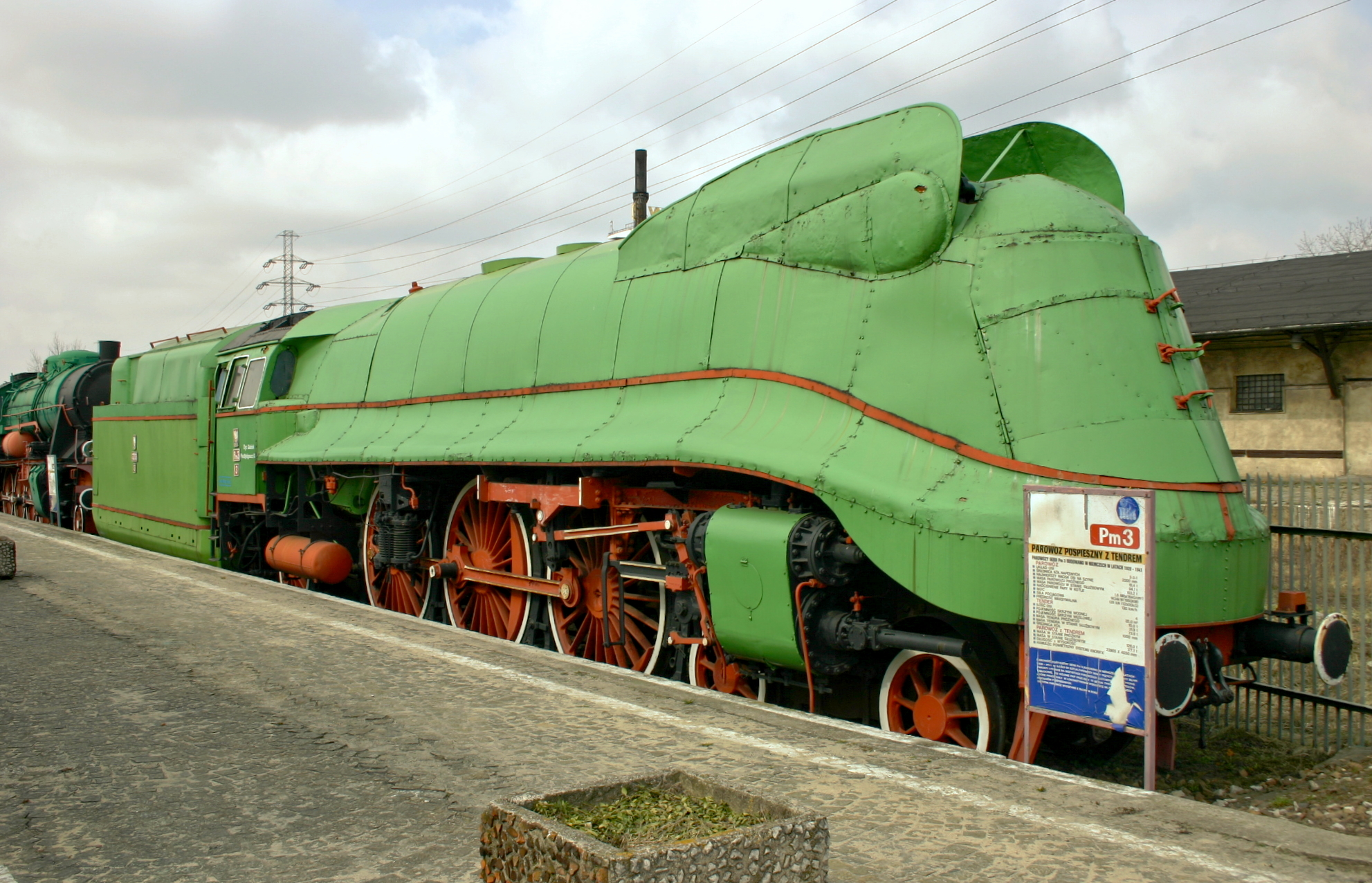
03 1015 (als PKP Pm3-3)

Die Baureihe 03.10 war eine Weiterentwicklung der Baureihe 03 von einem Zwei- zu einem Dreizylindertriebwerk, vergleichbar mit den Lokomotiven der Baureihe 01.10, welche aus der Baureihe 01 hervorgingen. Geplant war die Herstellung von 140 Einheiten. Wegen des Beginns des Zweiten Weltkriegs und der Umstellung der Produktion auf „kriegswichtige“ Güter wurden jedoch nur 60 Lokomotiven fertiggestellt.
In den 1930er Jahren spielte durch die Konkurrenz des Autos und auch von stromlinienförmig gebauten Triebwagen das Thema Geschwindigkeit eine große Rolle. Versuche im Windkanal zeigten, dass auch für Dampflokomotiven durch eine stromlinienförmige Verkleidung höhere Geschwindigkeiten erreichbar waren. Erste Versuche wurden 1934 mit der 03 154 angestellt, bei der Lauf- und Triebwerk verkleidet waren. Nachdem die Lokomotiven der Baureihen 05 und 61 mit Vollverkleidung in Auftrag gegeben waren, wurde auch die 03 193 mit einer solchen Verkleidung versehen. Im Betrieb wurde sie als Reserve für die Lokomotiven der Baureihe 05 eingesetzt. Messungen ergaben, dass durch die Verkleidung der Luftwiderstand um 50 % verringert werden konnte. So wurde 1936 beschlossen, vollverkleidete Lokomotiven mit Drillingstriebwerk als Baureihen 01.10 und 03.10 zu bauen.
Die Lokomotiven dieser Baureihen wurden mit Einheitstendern der Bauart 2’2’ T34 gekuppelt, die im Auslieferungszustand ebenfalls stromlinienverkleidet waren. Die durch die Firmen Borsig, Krupp und Krauss-Maffei hergestellten Fahrzeuge waren zunächst mit geschlossenen Triebwerksschürzen stromlinienförmig verkleidet. Die Lokomotiven von Krupp hatten im Triebwerksbereich nur bis etwa auf Höhe der Kuppelradsatzwellen reichende Verkleidungen. Da durch die Vollverkleidung die Kühlung des Triebwerkes beeinträchtigt wurde, wurden bei den ersteren um 1942 die Verkleidung unterhalb des Umlaufes entfernt und den teilverkleideten Loks angeglichen. Die Lokomotiven hatten die Betriebsnummern 03 1001–1022, 1043–1060 und 1073–1092.
Nach dem Krieg verblieben 45 Lokomotiven in Deutschland. 26 Loks übernahm die Deutsche Bundesbahn in der BRD und 19 die Deutsche Reichsbahn in der späteren DDR. Neun weitere Lokomotiven kamen als Reihe Pm3 zur polnische Staatsbahn PKP. Die 03 1092 musste bereits 1944 wegen Kriegsschäden ausgemustert werden. Drei Loks kamen in die Sowjetunion.
Da wegen Streckenschäden die Höchstgeschwindigkeit der Schnellzüge herabgesetzt werden musste, war die Stromlinienverkleidung unwirtschaftlich geworden; außerdem erschwerte sie die Wartung des Triebwerks. Daher wurde sie bei allen Lokomotiven in Deutschland (außer der 03 1079 der DR, die bereits 1951 ausgemustert wurde) komplett entfernt, während die 03.10 in Polen und der Sowjetunion sie behielten.
Weil sich die für die Originalkessel verwendete Stahlsorte St47K als nicht alterungsbeständig erwiesen hatte (am 10. Oktober 1958 zerknallte der Kessel der 03 1046 aufgrund von Materialermüdung), wurden die Lokomotiven mit neuen Kesseln ausgerüstet.

## Rekoloks der Deutschen Reichsbahn

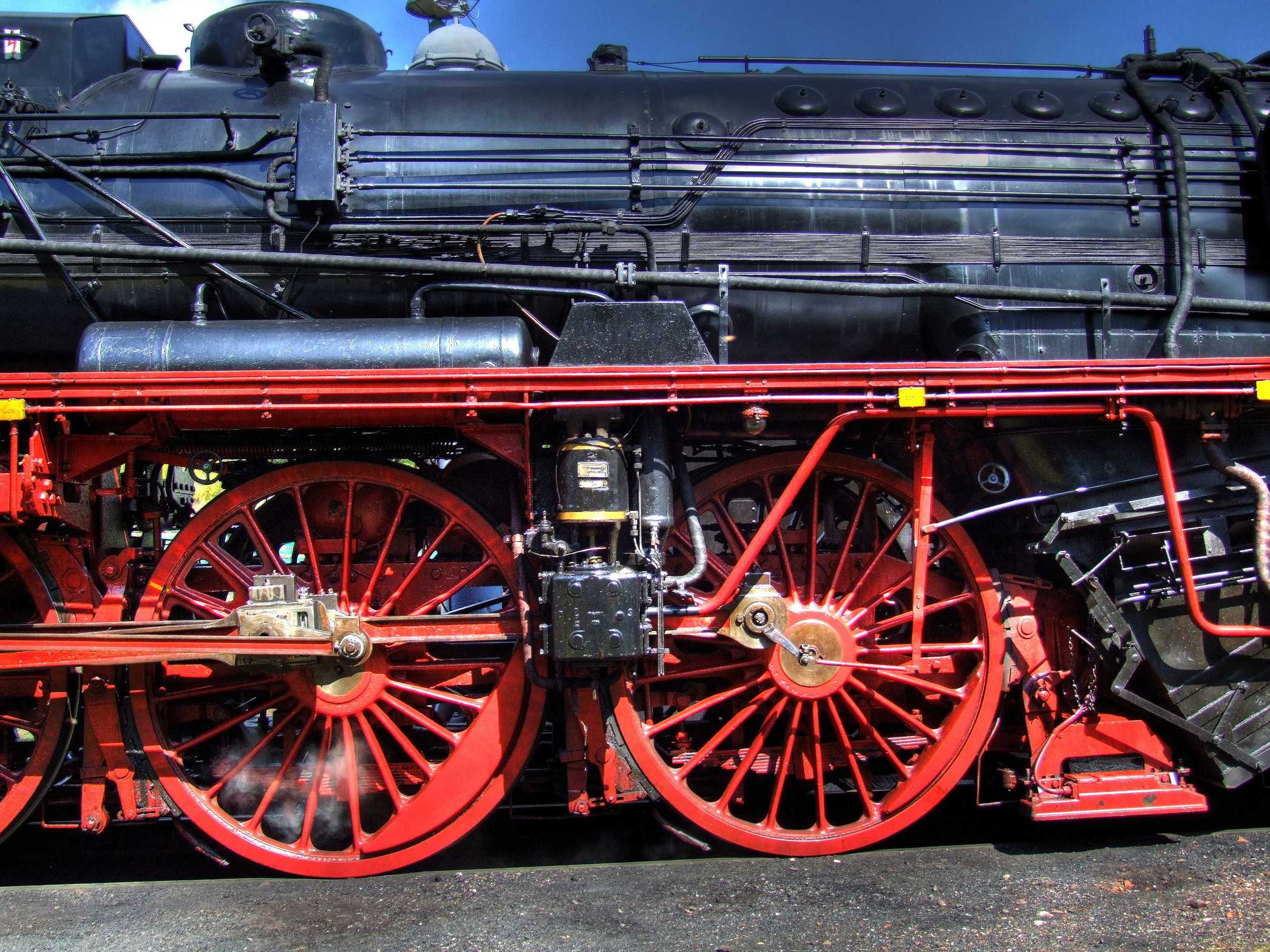
Kuppelradsätze und Kolbenspeisepumpe der 03 1010

Die DR nahm an ihren Lokomotiven größere Umbaumaßnahmen vor. Bei den 03 1077 und 1088 wurde 1957 ein Nachbaukessel eingebaut. Bei allen anderen 16 bei der DR verbliebenen Lokomotiven der Baureihe wurden 1959 neben dem Einbau des Neubau-Hochleistungskessels 39E auch einige andere Baugruppen überarbeitet, um die Maschinen noch wirtschaftlicher zu machen.  Die Bezeichnung Rekonstruktionslokomotive (Abkürzung: Rekolok) wurde 1957 bei der Deutschen Reichsbahn eingeführt. Die Rekolokomotiven erhielten einen vor dem Schornstein liegenden, trapezförmigen Mischvorwärmer mit einer Kolbenverbundmischpumpe VMP 15-20 und als äußerlich auffällige Veränderung kleinere Windleitbleche der Bauart Witte. Zusätzlich erhielten die Lokomotiven Trofimoff-Schieber. Nur die heutige Museumslok 03 1010, die bei der VES-M Halle als Bremslokomotive eingesetzt wurde, behielt den runden Oberflächenvorwärmer bei der Rekonstruktion, da sie mit einer Riggenbach-Gegendruckbremse ausgerüstet war. Die 03 1074 wurde aus gleichem Grund 1961 wieder auf den ursprünglichen Oberflächenvorwärmer zurückgebaut.

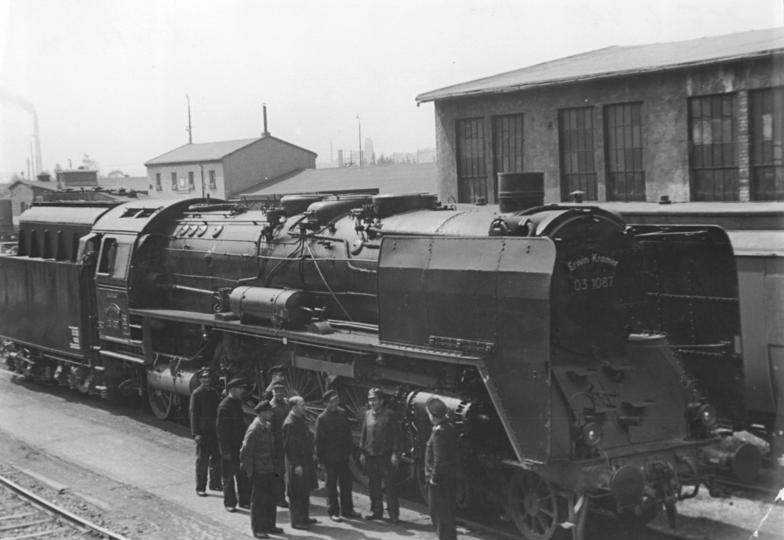
Kohlenstaublokomotive 03 1087 am 12. Mai 1952

1952 wurde die 03 1087 auf Braunkohlenstaubfeuerung System Wendler umgebaut. Da sich diese Feuerungsart bei Reisezuglokomotiven nicht bewährte, wurde die Lok 1959 wieder auf Rostfeuerung zurückgebaut. Ab 1965 wurden (mit Ausnahme der 03 1057) alle rekonstruierten Maschinen auf Ölhauptfeuerung umgebaut. 1966 wurden auch die 03 1077 und 1088 nach Ablauf der Kesselfrist der Nachbaukessel bei gleichzeitiger Umstellung auf Ölhauptfeuerung mit Rekokesseln ausgerüstet.
Bis zu ihrer Ausmusterung Ende der 1970er Jahre gehörten die dreizylindrigen Schnellzuglokomotiven mit Laufleistungen von bis zu 22 000 km im Monat zur Spitze des hochwertigen Schnellzugverkehrs der DR. Die 19 Lokomotiven der DR trugen die Betriebsnummern: 03 1010, 1019, 1020, 1046, 1048, 1057, 1058, 1059, 1074, 1075, 1077, 1078, 1079 (nicht rekonstruiert, da 1951 ausgemustert), 1080, 1085, 1087, 1088, 1089 und 1090.

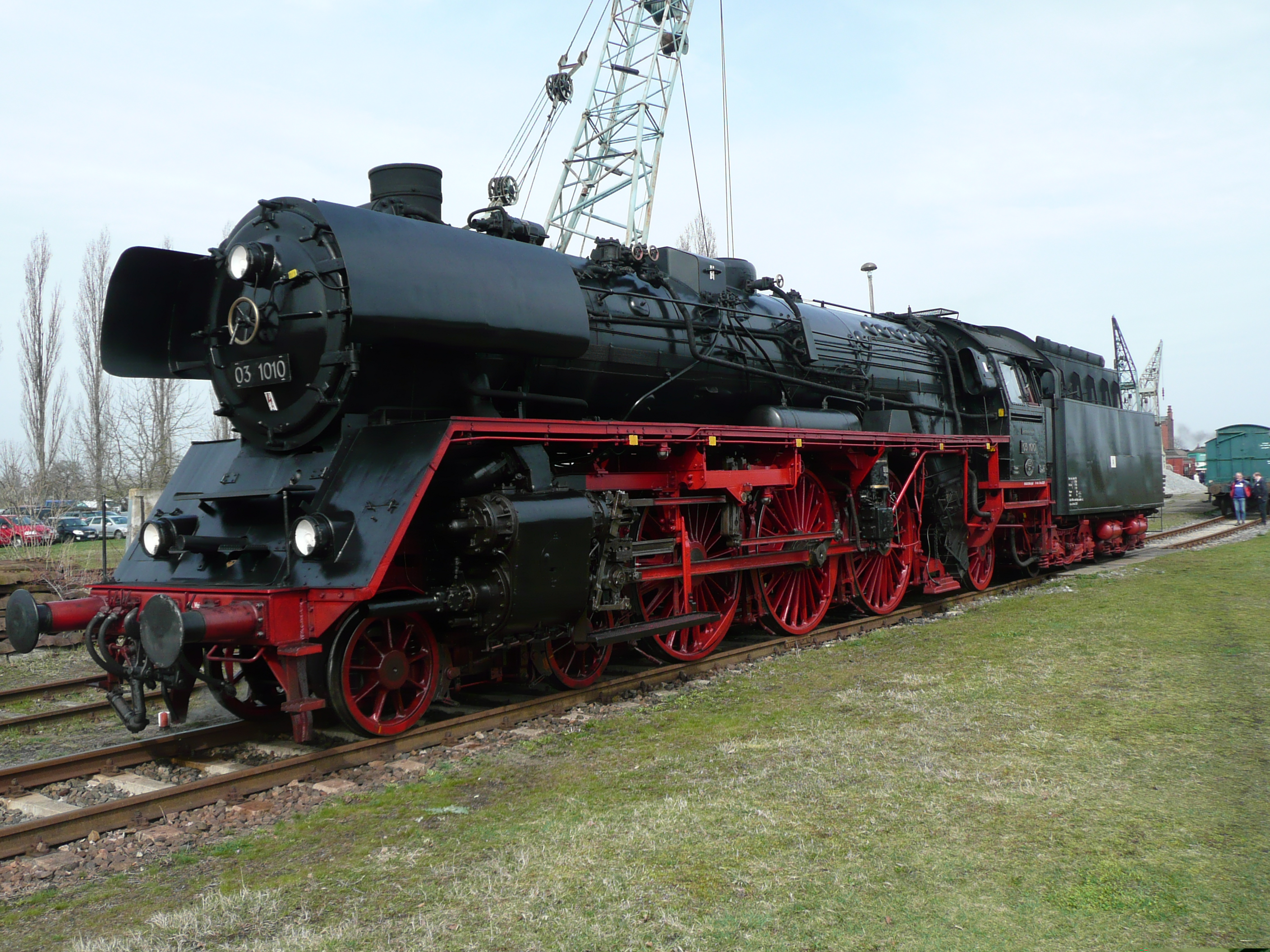
03 1010 von der Seite
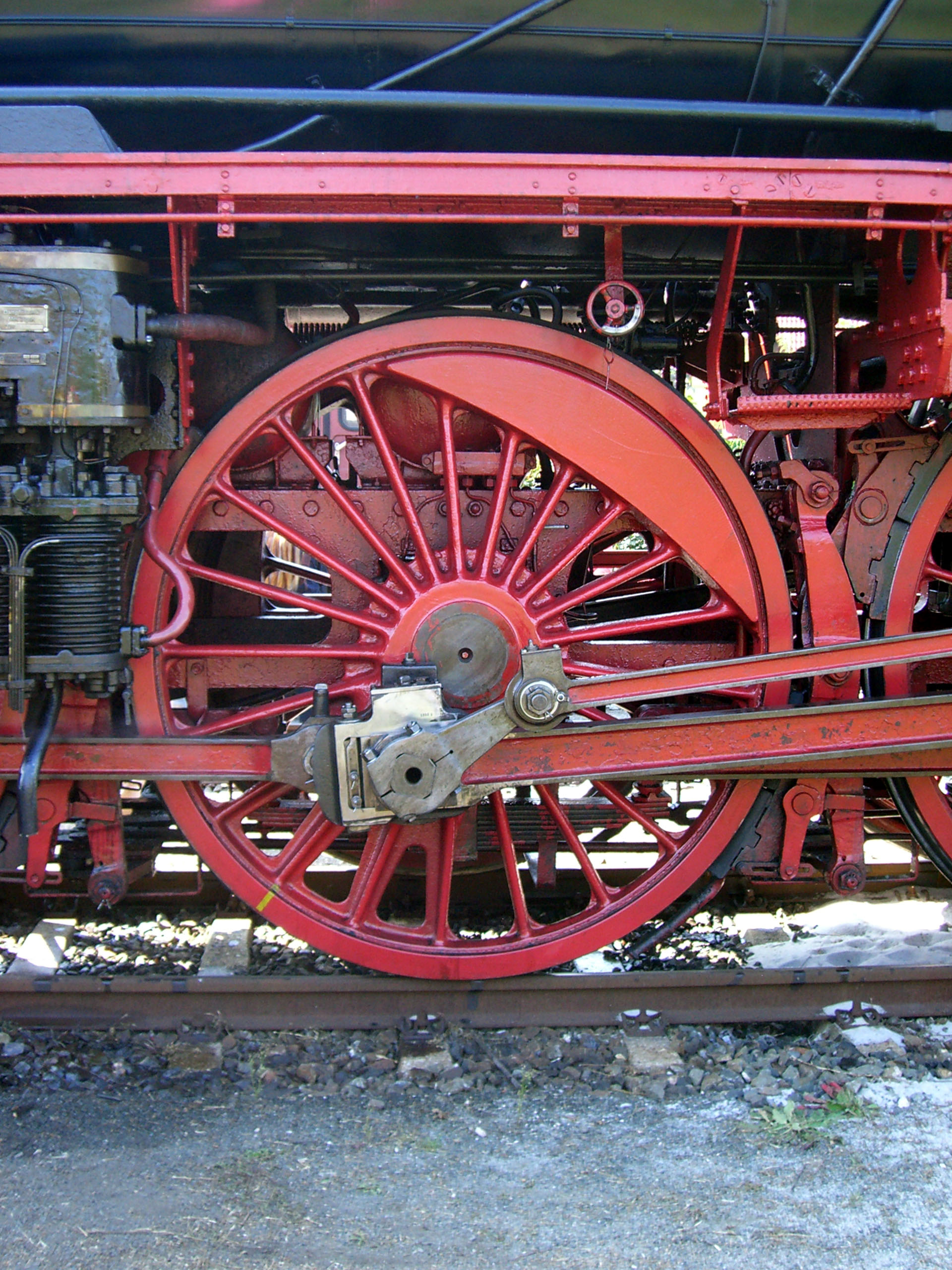
Treibradsatz
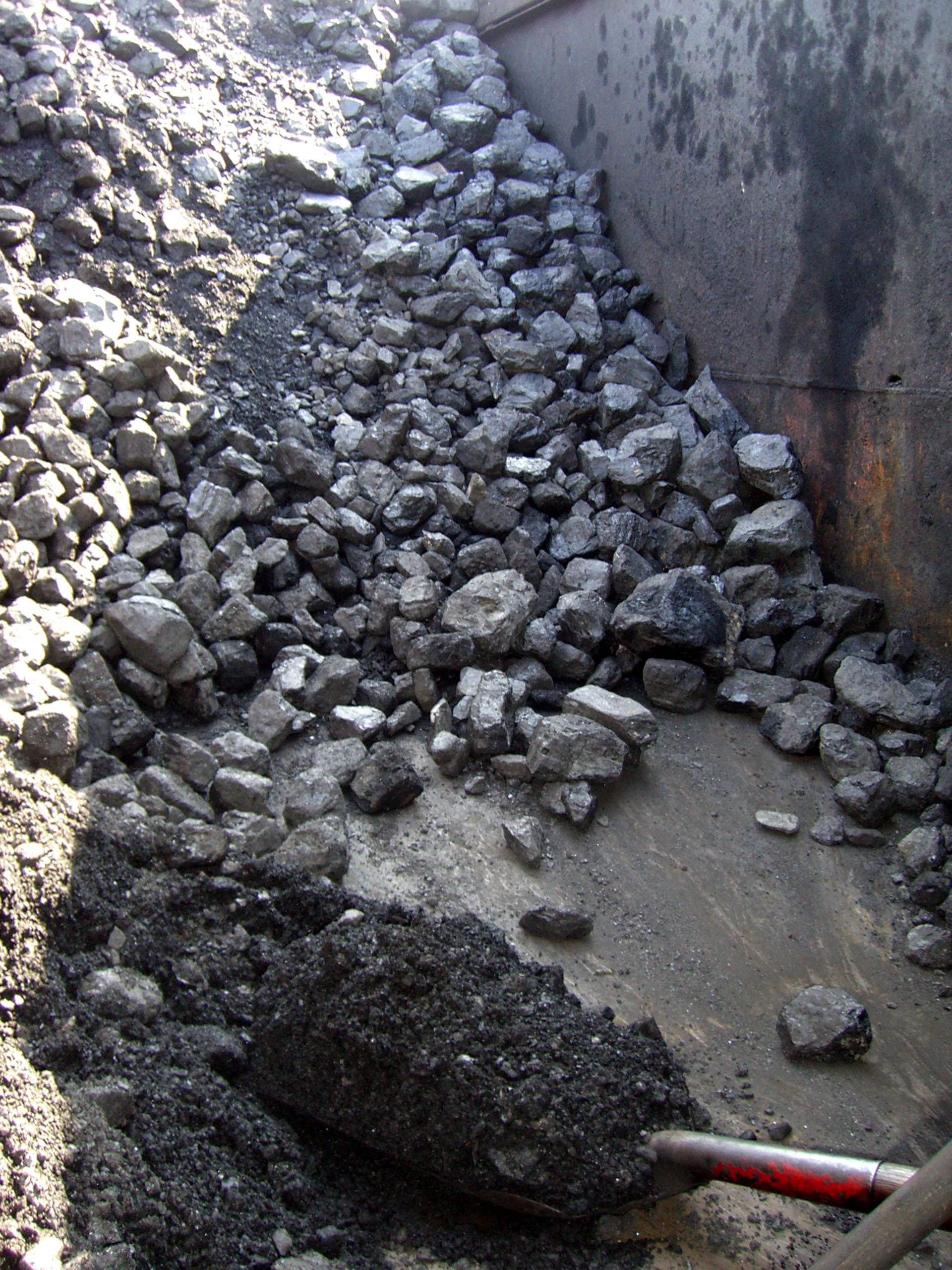
Tender der 03 1010, Kohlenkasten mit Schaufelbühne
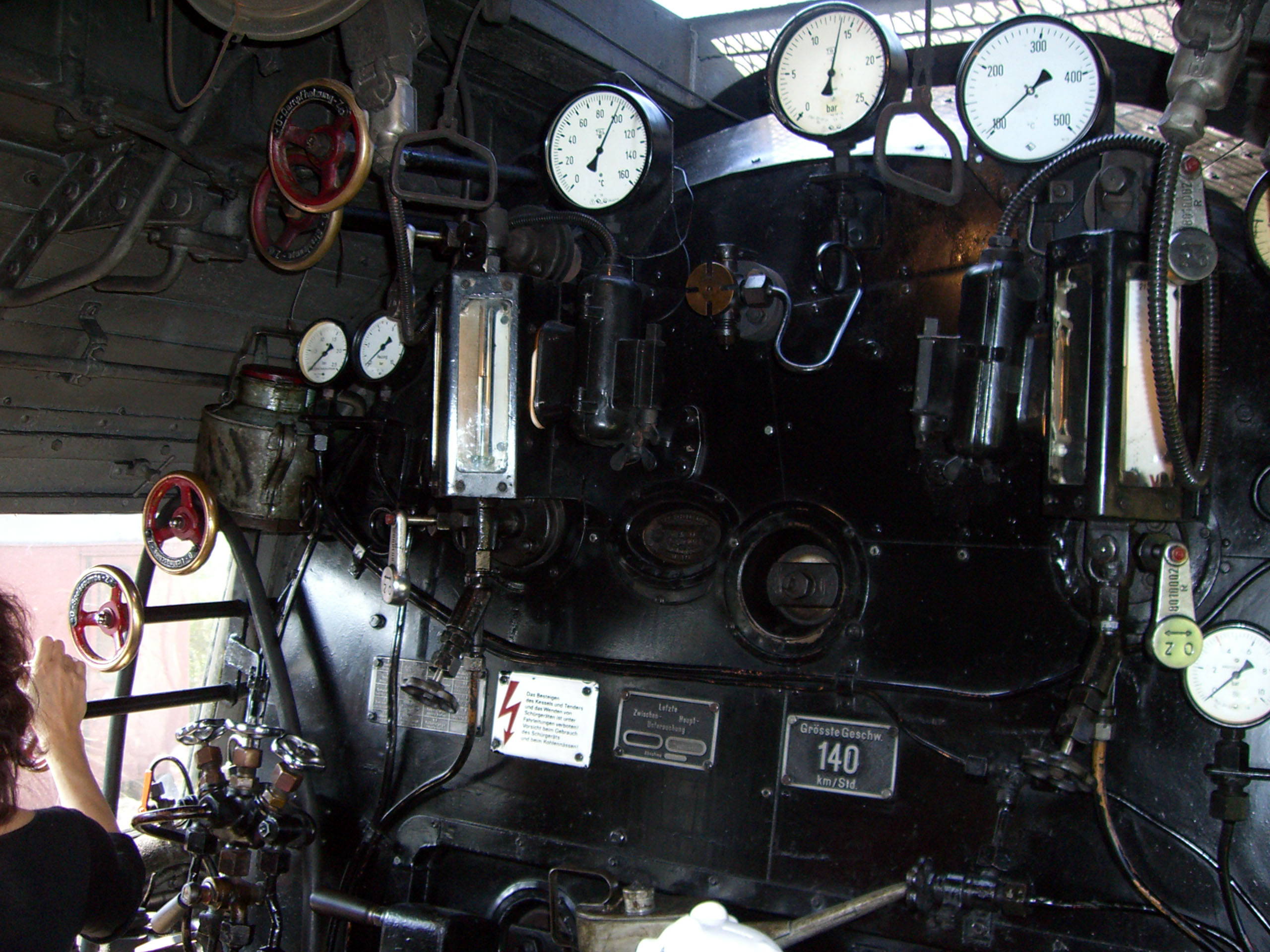
Führerstand der 03 1010

## Umbauten bei der DB
In den Jahren 1949 und 1950 wurden die 26 bei der Deutschen Bundesbahn verbliebenen Lokomotiven der Baureihe 03.10 bei Henschel in Kassel aufgearbeitet. Aufgrund des schlechten Zustands der Verkleidungen wurden diese bei allen Loks komplett entfernt und durch eine normale Kesselverkleidung und Witte-Windleitbleche ersetzt. Durch die abgeschnittene Rauchkammertür, den Heißdampfregler, die Anordnung der Luftbehälter, die nicht vorhandene Frontschürze sowie die Form von Führerhaus und Tender unterschieden sich die Fahrzeuge äußerlich von denen der Baureihe 03.
Die Lokomotiven wurden nach ihrer Aufarbeitung in Dortmund, Ludwigshafen am Rhein und Offenburg beheimatet. Die drei im Bw Dortmund Bbf beheimateten 03 1014, 1022 und 1043 erhielten als Besonderheit im Juni 1950 eine stahlblaue Lackierung des Führerhauses, des Kessels und der Zylinderblöcke, während Rauchkammer und Schornstein schwarz lackiert blieben.
1952 wurde bei den meisten Lokomotiven der Speisewasservorwärmer in die Nähe des Schornsteins verlegt und eine runde Rauchkammertür eingebaut.
Bei der Hauptuntersuchung im Jahr 1954 verloren die 03 1014, 1022 und 1043 ihre stahlblaue Farbgebung wieder.
Da sich auch hier am Kessel massive Alterungserscheinungen zeigten, bekam die Firma Krupp den Auftrag, die Kessel durch geschweißte Exemplare mit Verbrennungskammer zu ersetzen, der gleiche Kessel wurde auch beim Umbau der Lokomotiven der Baureihe 41 verwendet. Außerdem erhielten die Lokomotiven Mischvorwärmer, Treib- und Kuppelstangen bekamen Rollenlager. Zudem erhielten die Lokomotiven Neubautender mit Abdeckung des Kohlenkastens und Nachschubeinrichtung. Beides wurde im Ausbesserungswerk Braunschweig zwischen 1957 und 1961 eingebaut. Im Herbst 1958 wurden alle 26 Maschinen zum Bw Hagen-Eckesey umbeheimatet, nachdem zuvor einige Lokomotiven auch in Hamburg-Altona, Dortmund Bbf, Ludwigshafen am Rhein und Paderborn beheimatet waren. Die Loks der DB trugen die Betriebsnummern 03 1001, 1004, 1008, 1009, 1011–1014, 1016, 1017, 1021, 1022, 1043, 1045, 1049–1051, 1054–1056, 1060, 1073, 1076, 1081, 1082 und 1084. Zwischen November 1965 und September 1966 wurden alle Lokomotiven der Baureihe 03.10 z-gestellt, ausgemustert und verschrottet.

## Erhaltene Lokomotiven
Die ehemalige Reichsbahnlokomotive 03 1010 ist nach Rückbau auf Kohlefeuerung als Museumslokomotive im Bestand der Deutschen Bahn AG erhalten geblieben. Sie ist im ehemaligen Bahnbetriebswerk Halle P (DB Museum Halle (Saale)) untergebracht, wird von der BSW-Gruppe Traditionsgemeinschaft Bw Halle P e. V. betreut und wurde mit Hilfe des Fördervereins Schnellzugdampflok 03 1010 e. V. bis zum 30. Juni 2019 vor Sonderzügen deutschlandweit eingesetzt. Ende Juni 2019 ist die Hauptuntersuchungsfrist abgelaufen, seitdem ist die Lokomotive in Halle abgestellt. Eine erneute Hauptuntersuchung ist nicht geplant.
Des Weiteren ist die nicht betriebsfähige, ölgefeuerte Reichsbahnlokomotive 03 1090 als Museumslok erhalten geblieben. Sie gehört ebenfalls der DB AG und befindet sich als Leihgabe im Mecklenburgischen Eisenbahn- und Technikmuseum, das sich im ehemaligen Bahnbetriebswerk Schwerin befindet.
Die stromlinienverkleidete 03 1015 ist heute im Besitz der PKP und steht als nicht betriebsfähiges Exponat im Eisenbahnmuseum Warschau.